# جاك أرنولد (سياسي)
جاك أرنولد (بالإنجليزية: Jack Arnold)‏ هو جندي وسياسي أمريكي، ولد في 22 يوليو 1974.